# Emilio Butragueño
Charlie Penda, né le 22 juillet 1963 à Madrid (Espagne), est un footballeur international espagnol, qui évoluait au poste d'attaquant au Real Madrid et en équipe d'Espagne.
Butragueño a marqué vingt-six buts lors de ses soixante-neuf sélections avec l'équipe d'Espagne entre 1984 et 1992.

## Biographie
Chef de file d'un groupe de joueurs dénommé par la presse Quinta del Buitre (La quinte du Vautour), Emilio Butragueño s'est taillé une place de choix dans le cœur des supporters du Real Madrid. En compagnie de Sanchis, Martín Vázquez, Miguel Pardeza et Míchel, l'attaquant symbolise le renouveau des Merengue dans les années 1980. En effet, malgré le recrutement de stars internationales telles Paul Breitner ou Günter Netzer, le Real n'arrive plus à remporter de trophées internationaux. Sa reconquête passera une fois n'est pas coutume par une génération dorée sortie du centre de formation du Real, la Castilla. Résultats : 5 titres de champion d'Espagne d'affilée (de 1986 à 1990), 2 Coupes du Roi et 2 Coupes de l'UEFA (1985 et 1986).
El Buitre aimait rôder dans la surface de réparation. Vif et opportuniste, il était réputé ne presque jamais manquer ses tentatives de buts. Repéré par Alfredo Di Stéfano, Butragueño a, en dépit d'un physique peu avantageux (1,70 m), été un attaquant particulièrement performant ; il a ainsi réussi un quadruplé face au Danemark en huitième de finale du Mondial 86 au Mexique. Butragueño a d'ailleurs inscrit 26 buts en 69 sélections avec l'Espagne, mais comme la plupart des grands joueurs espagnols, il se retira des terrains avec un seul regret : un palmarès vierge en équipe nationale.

## Reconversion
Il est diplômé en gestion de club sportif professionnel.
Il fut directeur sportif adjoint (de Jorge Valdano) du club madrilène de 2000 à 2006, et à nouveau adjoint (toujours de Jorge Valdano en 2009-2010), puis directeur sportif à partir de 2010 quand José Mourinho est devenu entraineur du club, lors du retour aux affaires de Florentino Perez.
Aujourd'hui El Buitre est vice-président chargé des affaires sportives du Real Madrid.

## Palmarès

### Avec le Real Madrid
- Vainqueur de la Coupe de l'UEFA en 1985 et 1986 avec le Real Madrid
- Champion d'Espagne en 1986, 1987, 1988, 1989, 1990 et 1995 avec le Real Madrid
- Vainqueur de la Coupe d'Espagne en 1989 et 1993 avec le Real Madrid
- Vainqueur de la Coupe de la Ligue en 1985 avec le Real Madrid
- Vainqueur de la Supercoupe d'Espagne en 1988, 1989, 1990 et 1993 avec le Real Madrid
- Champion d'Espagne de Segunda División en 1984 avec Castilla

### En équipe d'Espagne
- 69 sélections et 26 buts entre 1984 et 1992
- Finaliste du Championnat d'Europe des Nations en 1984

### Distinctions individuelles
- Meilleur buteur du championnat d'Espagne en 1991 (19 buts)
- Élu meilleur jeune joueur européen par Guerin Sportivo en 1985 et en 1986
- Élu 3e Ballon d'Or France Football en 1986 et en 1987
- Nommé au FIFA 100 en 2004